# آلیسون دس فورگس
آلیسون دس فورگس (انگلیسی: Alison Des Forges; ۲۰ اوت ۱۹۴۲ – ۱۲ فوریهٔ ۲۰۰۹) تاریخ‌نگار، و فعال حقوق بشر اهل ایالات متحده آمریکا بود. او در زمان مرگ، مشاور ارشد دیدبان حقوق بشر آفریقا بود.